# Kolosváry Sándor
Kolozsvári Kolosváry Sándor (Kóródszentmárton, 1840. június 23. – Budapest, 1922. augusztus 7.) jogász, egyetemi tanár, a Magyar Tudományos Akadémia levelező tagja (1892).
Fia Kolosváry Bálint (1875–1954) jogász.

## Származása, tanulmányai
Apja Kolosváry Lajos földbirtokos († 1898) volt, aki 1848-ban nemzetőrként rész vett  a szabadságharcban, 22–23 holdnyi birtokának jövedelméből hat gyermeket nevelt. Édesanyja Jánosi Julianna († 1880) volt.
Hétéves korától a marosvásárhelyi református kollégiumba járt, 1859-ben itt fejezte be az elemi és a gimnáziumi tanulmányait. Magánórák adásával kellett fenntartania magát. Szüleinek szándéka szerint az 1859–1960. évet ugyanitt a teologiára előkészülők sorában töltötte, de hivatása a jogi pálya felé vonzotta. Így 1860 októberétől a nagyszebeni jogakadémia rendes hallgatója lett és a német előadási nyelvet sajátította el. Amikor a provizórium idején Marosvásárhelyen is megkezdték a jogi előadásokat, az 1861-1862-es tanévet ismét itt folytatta. Egyik neves tanára Dósa Elek kiváló jogtudós volt. Teleki Eduárd gróf fiának nevelői munkakörével anyagi létét is biztosította. 1862 őszén a pesti egyetem jogi fakultásának hallgatója lett és jogi tanulmányait itt 1865-ben fejezte be. Az elméleti birói államvizsga letétele után Lövészy György pesti ügyvéd irodájában dolgozott, sőt nemsokára ennek vezetőjévé küzdötte fel magát. 1866-ban a jog- és államtudományi szigorlatokat is letette.

## Pályája
1867. február 20-án az erdélyi főkonzisztórium kinevezte a kolozsvári református kollégium jogi tanfolyamának tanárává, júliustól pedig rendes jogtanárává. Itt működött az 1869–1870-es tanév végéig, amikor a református jogakadémiát véglegesen megszüntették. Ugyanezen időben a Kolozsvárott felállított királyi jogakadémiához Eötvös József közoktatási miniszter a magyar magán- és közjog, valamint a bölcseleti jog tanszékére rendkívüli tanárnak nevezte ki, majd egy év múlva az egyetemi magántanári képesítés megszerzése után rendes tanárrá lett. (1870-ben a budapesti egyetemen nyerte el magyar magánjogból a „venia legendi”-t). 1872. szeptember 29-én a kolozsvári egyetemen a magyar magánjog és a bányajog rendes tanárává nevezték ki. Itt működött 1910-ig, nyugdíjazásáig. Mint egyetemi tanár felvette előadásai tárgyai közé a külön előadott protestáns egyházjogot is. A jog- és államtudományi karnak 1876–1877-ben és 1898–1899-ben dékánja,  1888-1889-ben pedig az egyetem rektora volt.
Tagja volt a jogtudományi államvizsgálati bizottságnak, valamint a Kolozsvárott fönnálló birtokrendezési mérnökvizsgálati bizottságnak. A Magyar Tudományos Akadémia 1892. május 5-én levelező tagjai közé választotta. Udvari tanácsosi címet nyert.
A Farkasréti temetőben található sírját 2002-ben védelem alá helyezték. (Új 14. parcella, 2. sor 36. sír).

## Egyházi működése
Az állami szolgálatba lépés után sem vonult vissza a református egyház ügyeivel való foglalkozástól. Huzamos ideig volt az Erdélyi Református Főkonzisztórium titkára, majd az új egyházkerületi alkotmány életbe léptetése után (1872) az Erdélyi Református Egyházkerület Igazgatótanácsának tagja. A kolozsvári egyházmegye algondnoki tisztségét (1880-tól), majd főgondnoki tisztségét (1889) is betöltötte. A kolozs-kalotai egyházmegye közgyűléseinek tagja, az erdélyi református házassági főtörvényszéknek bírája s kerületi közgyűlésének tagja volt. Az Erdélyi Protestáns Közlöny állandó munkatársaként gyakran publikált e folyóiratban.
Az Erdélyi Udvari Kancellária, a Királyi Gubernium és a Thesauratus levéltárait átkutatta s a szükséges okmányokat beszerezte, minek folytán a „cameraticum ügyében” 1879-től folytatott per útján az egyházkerületnek addig a kormány által nyújtott 3300 frtnyi javadalmát 14,000 forintra emelték. Egyházkerülete részéről úgy a debreceni (1881), mint a budapesti zsinaton részt vett és többnyire tagja volt a konventnek is 1896-ig, mikor minden egyházi tisztséget letéve, megszűnt e téren működni.

## Munkássága
Legjelentősebb műve a helytartósági jogszabályokról Óvári Kelemennel közösen kiadott hatalmas forrásgyűjtemény: Corpus statutorum Hungariae municipalium (I–VIII., Budapest, 1885–1890). Ennek előszavában a két szerkesztő, szerző kifejti:
„A nemzet szellemére ható és sorsát irányító politikai események szerves összefüggésének és egymásból való fejlődésének kifürkészése: nagy és lélekemelő munkája ugyan a történettudósnak, de szerény nézetünk szerint nem hiány nélkül való egész az mind addig a míg a szellemi és társadalmi életnek minden nyilvánulásai: a vallás, erkölcs, nyelv, tudomány, művészet, ipar, gazdaság és jog stb. fejlődésének phásisai, az érintett eseményekkel kapcsolatban fel nem öleltetnek.”

## Műveiből
- Tervezet az erdélyi evangéliumi református egyházi törvénykezésről. Kolozsvár, 1873.
- Az erdélyi evangéliumi református egyházkerület egyházjoga. Kolozsvár, 1876. (Az Erdélyi Prot. Közlöny Egyházi Könyvtára IV. évf. IV. kötet. Ism. Prot. Egyh. és Isk. Lap 1877.)
- Emlékirat. Az erdélyi ref. egyházkerület közjogi állásának és az államhoz való viszonyának, valamint a többi magyar ref. egyházkerületek alkotmányos szervezetétől való különbségének feltüntetésére. Kolozsvár, 1881. (Különnyomat az Erdélyi Prot. Közlöny 1878. évf.)
- Az erdélyi ref. egyházkerület törvényei, az evangélium szerint reformált magyarországi keresztyén egyház egyet. zsinata által hozott és ő felsége által megerősített egyházi törvényekhez alkalmazva, az egyházi törvények 9. §-a értelmében. Egyházfőhatósági megbizás folytán bizottságilag készített tervezet. Kolozsvár, 1884. (Szász Béla és Jenei Viktorral együtt. Kézirat gyanánt. Ugyanaz, a beérkezett vélemények figyelembe vételével, hasonlóképen bizottságilag törvényjavaslat alakjába öntve, általános és részletes indokolással ellátva. Kolozsvár, 1885.)
- Monumenta Hungariae juridico-historica. Corpus statutorum Hungariae municipalium. A magyar törvényhatóságok jogszabályainak gyüjteménye (Szerk. Kolosvári Sándor és Óvári Kelemen.) Budapest, 1885-1890 (-1904). I-VIII. kötet  Archiválva 2007. augusztus 23-i dátummal a Wayback Machine-ben
- Régi hangok, új irány. Értekezés a magyar magánjogélet 1848-tól kezdődő legújabb átalakulásáról. Rektori székfoglaló. Kolozsvár, 1888. (Klny. az egyetemi Actákból.)
- A magyar protestáns egyház egyháztörvénykezési szervezete. Debrecen, 1891. (A magyar ref. egyetemes onvent nagybizottságának megbizásából készített törvényjavaslat, indokolással, az egyházi törvények leendő zsinati revíziója céljából. Kézirat gyanánt.)
- Az Unio kérdésében. Egyházalkotmányjogi tanulmány. Kolozsvár
- A kolozsvári ref. egyház egy évi élete. Kolozsvár, 1892.
- Helyzet-változások a vallásszabadság és felekezetnélküliség tekintetéből. Kolozsvár, 1894.
- Werbőczy István Hármaskönyve. III. kiadás. Az eredetinek 1517-ik I. kiadása után fordították, jogi műszótárral és részletes tárgymutatóval ellátták ... Budapest, 1894. (Óvári Kelemennel együtt.)
- Az erdélyi Approbata és Compilatae Constitutiones törvénykönyvek jegyzetekkel ellátott sajtó alá rendezése. Millennaris kiadás. Budapest, 1896. (Óvári Kelemennel.)
- Az erdélyi Articuli novellares et provisionales magyar nyelvre fordítása. Millennaris kiadás. Budapest,  1896. (Óvári Kelemennel.)
- Werbőci István: Hármaskönyve. Az eredetinek 1517-iki első kiadása után fordították Dr. Kolosváry Sándor és Dr. Óvári Kelemen. Bp. 1897. Franklin-Társulat LV+437 l. +1lev. 23,5 cm /Magyar Törvénytár 1000-1895. Millenniumi Emlékkiadás/
- Corpus Juris Hungarici. Magyar Törvénytár, 1540–1848. évi erdélyi törvények. Fordították és utalásokkal ellátták Kolosváry Sándor, Óvári Kelemen. Magyarázó jegyzetekkel kíséri Márkus Dezső. Bp. 1900.

### Cikkei
- Cameraticum beneficiumok. In: Erdélyi Protestáns Közlöny, Kolozsvár, 1872.
- Értekezés az egyházi javak magánjogi természetéről. In: Erdélyi Protestáns Közlöny, Kolozsvár, 1874.
- Törvényjavaslat a házassági hirdetés alól való fölmentés jogának gyakorlásáról az erdélyi református egyházkerületben. In: Erdélyi Protestáns Közlöny, Kolozsvár, 1874.
- Visszapillantások című bírálat az erdélyi ref. egyházkerület alkotmányos élete átalakulásáról. In: Erdélyi Protestáns Közlöny, Kolozsvár, 1874.
- Történelmi apróságok a XVII. és XVIII. századból, az egyházi életre vonatkozóan. In: Erdélyi Protestáns Közlöny, Kolozsvár, 1874.
- Egyházkerületi törvénykezési jogunk kodifikációja. In: Erdélyi Protestáns Közlöny, Kolozsvár, 1877.
- Reklám és vezércikk, 5 közlés. In: Erdélyi Protestáns Közlöny, Kolozsvár, 1879.
- Millennáris ünnepi beszéd. In: Erdélyi Protestáns Közlöny, Kolozsvár, 1896.
- Bírálat: Knorr Alajos, Magyar magánjog c. munkájáról. In: Jogtudományi Közlöny, Kolozsvár, 1873
- Egy érdekes adat a régi magánjoghoz és jogszolgáltatáshoz, 1606. In: Történeti Lapok, Kolozsvár, 1874. 1. szám 5. oldal
- György szakácsmester feleségének Ercsei Katának férje iránt való hűségét tárgyazó kötéslevél és kezességlevél, Vajdaszentistván, 1651. In: Történeti Lapok, Kolozsvár, 1875. 2. szám 15. oldal
- Bethlen János levele 1662. évi augusztus 21-ről az erdélyi fejedelemasszonyhoz (I. Apafi Mihály neje Bornemisza Annához). In: Történeti Lapok, Kolozsvár, 1875. 2. szám 21. oldal
- Vázlatok az 1691-1791. évig terjedő évszáz köz- és magánjogi életéből In: Acta Reg(iae) Scient(iarum) Universitatis Claudipolitanae Francisco-Josephinae.  1876-77. II. Fasc.
- 1791-es jogi reform mozgalmak Erdélyben. In: Acta Reg(iae) Scient(iarum) Universitatis Claudipolitanae Francisco-Josephinae.  1876-77. II. Fasc.